# クーム・フィールズ
クーム・フィールズ (Combe Fields) は、イングランドのウォリックシャー州バラ・オブ・ラグビーに属している行政パリッシュ。パリッシュ内には、パリッシュの名称の由来となったクーム・アビーと、少数の孤立した家屋が散在するだけで、村落はない。2001年の国勢調査におけるこのパリッシュの人口は114人で、2011年の国勢調査ではそこから126人へと増加した。
ドゥームズデイ・ブックの時代には、このパリッシュはスミテ (Smite)と呼ばれておりアッパー・スミテ (Upper Smite) とロワー・スミテ (Lower Smite) の2集落が存在していたが、13世紀にいずれも廃村となり、クーム・アビー（修道院）の修道士たちが牧羊地の囲い込みをおこなった。かつてのパリッシュの名は、Smite Brook、Smeeton Lane、Smite Hill といった地名に残されている。中世の教会の遺構であるロワー・スミテの聖ピーター教会は、16世紀にピーター・ホール (Peter Hall) という家屋に改装されて現存している。